# Tepetitán
Tepetitán è un comune del dipartimento di San Vicente, in El Salvador.